# Acalypha filiformis
Acalypha filiformis là một loài thực vật có hoa trong họ Đại kích. Loài này được Poir. mô tả khoa học đầu tiên năm 1804.